# Fátima (Bahia)
Fátima é um município brasileiro do estado da Bahia. Localiza-se a uma latitude 10º36'00" sul e a uma longitude 38º13'00" oeste, estando a uma altitude de 340 metros. Sua população estimada em 2024 era de 18 469 habitantes. Fica situada no agreste baiano, região de transição da zona da mata para o sertão.

## História
A cidade foi emancipada no dia 1º de Abril de 1985, que anteriormente era Vila de Fátima, do Município de Cícero Dantas.

## Saúde
O município apresenta 11 unidades de saúde SUS

## Educação
O número de escolas são no total 12, 10 em ensino fundamental e 2 de ensino médio.

## Organização Político-Administrativa
O Município de Fátima possui uma estrutura político-administrativa composta pelo Poder Executivo, chefiado por um Prefeito eleito por sufrágio universal, o qual é auxiliado diretamente por secretários municipais nomeados por ele, e pelo Poder Legislativo, institucionalizado pela Câmara Municipal de Fátima, órgão colegiado de representação dos munícipes que é composto por vereadores também eleitos por sufrágio universal.

### Atuais autoridades municipais de Fátima
- Prefeito: Fábio José Reis de Araujo - PT (2021/-)[10]
- Vice-prefeito: Gilvan de Matos Pereira - PSD (2021/-)[10]
- Presidente da câmara: José Rodrigo Batista Santana "Rodrigo de Lourival" - PT (2021/-)[11]

### Ex-prefeitos e atual prefeito
- João Maria de Oliveira - 1986 a 1988
- Osvaldo Ribeiro – 1989 a 1992
- João Maria de Oliveira – 1993 a 1996
- Eduardo Pires 1997 a 2000
- Manoel M. Vieira – 2001 a 2008
- José Ildefonso - 2009 a 2016
- Manoel M. Vieira - 2017 a 2020
- Fábio Araújo (Binho de Alfredo) - 2021-2024[12]